# コルテオローナ
コルテオローナ（イタリア語: Corteolona）は、イタリア共和国ロンバルディア州パヴィーア県コルテオローナ・エ・ジェンツォーネにある分離集落（フラツィオーネ）。
かつては独立した自治体（コムーネ）であったが、2016年1月1日、ジェンツォーネと合併し、新自治体の一部となった。

## 地理

### 位置・広がり

#### 隣接コムーネ
コムーネとしてのコルテオローナは、以下のコムーネと隣接していた。
- ベルジョイオーゾ
- コスタ・デ・ノービリ
- フィリゲーラ
- ジェンツォーネ
- ジェレンツァーゴ
- インヴェルノ・エ・モンテレオーネ
- サンタ・クリスティーナ・エ・ビッソーネ
- トッレ・デ・ネグリ